# Cartela (tarjeta)

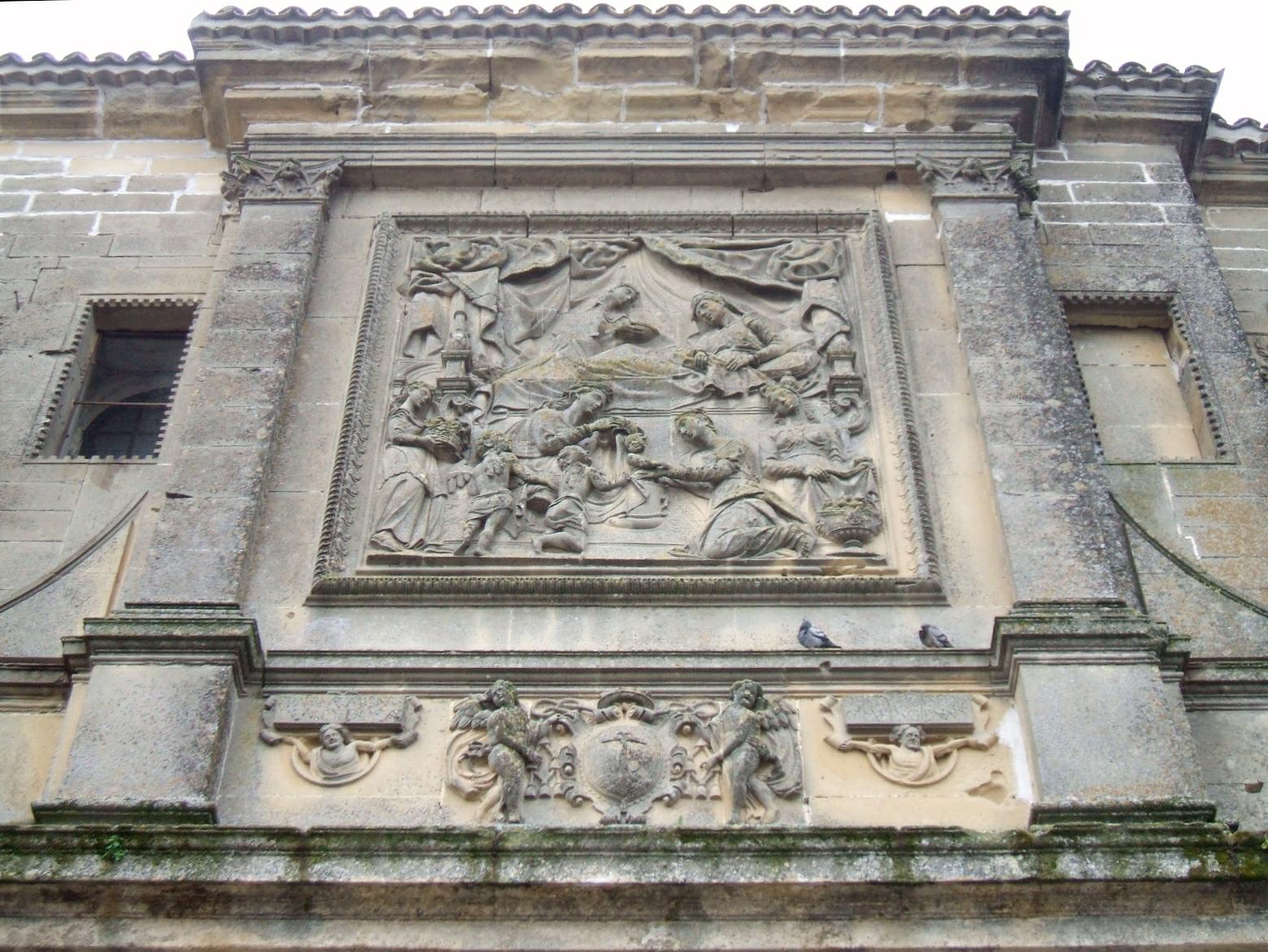
Catedral de Baeza, fachada. En la parte inferior, a los lados del escudo, sendas cartelas renacentistas soportadas por atlantes.

Cartela o tarjeta es el adorno a modo de orla que en un edificio, una escultura o una pintura se destina a enmarcar o contener una inscripción o un emblema. También se llama cartela en arquitectura a la ménsula o saliente que soporta un cuerpo.

## Historia
Antonio Palomino en el tomo I de El museo pictórico y escala óptica utilizaba el término cartela únicamente en esta última acepción, definiendo la cartela como una especie de adorno de arquitectura que a manera de canecillo servía para recibir un peso, equivalente a la voz latina «ménsula». A la primera acepción correspondía en cambio el término tarjeta, definido como un adorno arquitectónico «a manera de escudo antiguo». Conforme a ello describía el túmulo funerario de Miguel Ángel en Florencia, «donde la academia le hizo una muy artificiosa urna, con tres estatuas sentadas sobre ella, que representaban las tres artes, en que tanto se aventajó, y su retrato de medio cuerpo en una tarjeta con su empresa, todo de mármol de Carrara».
En el mismo sentido Fray Lorenzo de San Nicolás llamaba cartela a la parte comprendida entre los triglifos en la cornisa compuesta, como la empleada por él en el anillo de la cúpula del convento de San Plácido de Madrid. Como adorno voladizo en forma de S, que sirve para apear algún cuerpo que vuela definía la cartela Benito Bails en su Diccionario de arquitectura civil, Madrid, 1802. Para tarjeta Bails remitía a cartucho, «adorno de escultura plano, cóncavo, convexo, &c. en el qual se pone una cifra, inscripción, &c». 
Pero el Diccionario trilingüe del castellano, vascuence y latín, editado en San Sebastián en 1745, definía ya la cartela como el «pedazo de cartón, madera, u otra materia, a modo de tarjeta, en que se escribe algo». Su autor, el padre Manuel Larramendi, sostenía que el término tenía su origen en la voz euskera «chartela», equivalente a la latina «tábula». Definiciones semejantes se encuentran en los primitivos diccionarios de la Real Academia. En la edición de 1823 del Diccionario de la Lengua Castellana una cartela era un pedazo de cartón, madera o cualquier otro material a modo de tarjeta que se emplea para escribir en ella alguna cosa, a fin «de que no se olvide», o bien para escribir «alguna nota, señal o recuerdo», según decía la versión abreviada de 1826.

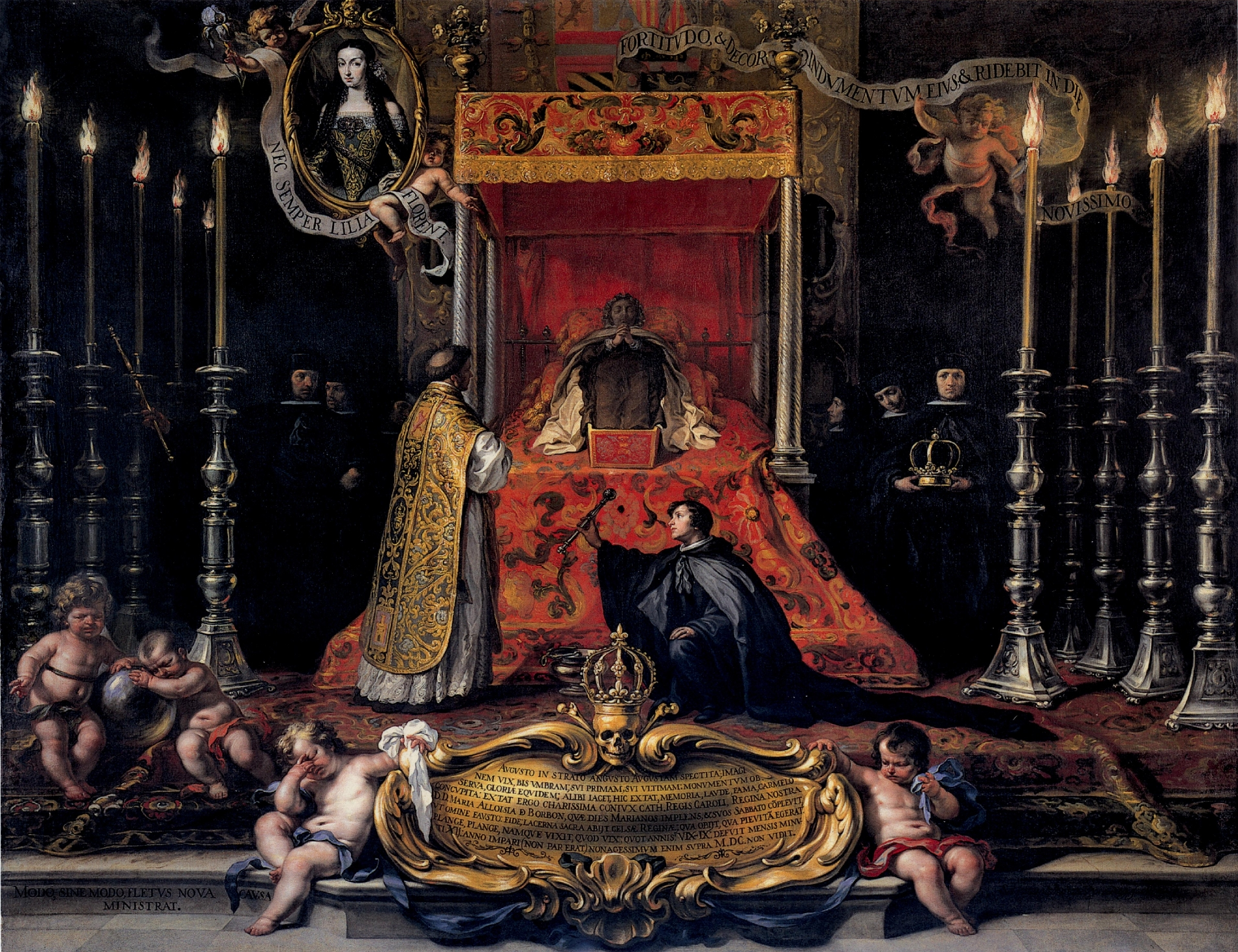
Sebastián Muñoz, Exequias de la reina María Luisa de Orleáns, al pie, cartela barroca soportada por angelotes llorosos.

En sus últimas ediciones el DRAE recoge esta definición en su primera acepción de la voz cartela, que explica como una pieza de cartón, madera u otro material, a modo de tarjeta, para poner o escribir algo en ella. Lo que ha cambiado es la definición de tarjeta, que en las primitivas ediciones, equivaliendo a tarja, era tanto el escudo redondo o rodela que se sacaba en las fiestas públicas y en el que iba inscrita la divisa o emblema de la persona, como la pieza de madera u otro material tallada y superpuesta al marco de un cuadro, en tanto las últimas ediciones llaman tarjeta en arquitectura al «adorno oblongo que se figura sobrepuesto a un miembro arquitectónico, y que lleva por lo común inscripciones, empresas o emblemas».
En pintura y grabado se encuentran cartelas fingidas, dibujadas o pintadas dentro del cuadro o estampa, con objeto de recoger la firma, la fecha o alguna otra inscripción explicativa del asunto tratado en la imagen. En el Renacimiento se presenta como un motivo decorativo de la arquitectura pintada, en ocasiones asociado al grutesco, para recoger fechas, iniciales con la firma del artista y con menor frecuencia palabras completas. En época manierista la cartela adoptó formas retorcidas y recortadas en sus márgenes. En el periodo barroco la cartela adopta formas muy variadas, a modo de marco de ornamentación recargada y puede llevar extensas inscripciones descriptivas.